# DAX1
DAX1 (dosage-sensitive sex reversal adrenal hypoplasia congenita critical region on the X chromosome, gene 1) of NR0B1 (nuclear receptor subfamily 0 group B member 1) is een gen dat kernreceptor DAX1 codeert. Het doseringsgevoelige gen bevindt zich bij de mens tussen loci Xp21.3 en Xp21.2 van het X-chromosoom. Het door DAX1-gen gecodeerde eiwit DAX1 bestaat uit 470 aminozuren en is een transcriptiefactor dat een DNA-bindingsdomein bevat. Het eiwit functioneert als dominant-negatieve regulator bij de transcriptie aangestuurd door retinolzuurreceptoren.
Het gen bevat twee exons en een intron. Opmerkelijk voor een kernreceptor is dat het eiwit geen zinkvinger heeft.
Tijdens de zoogdierlijke evolutie hebben DAX1 en SRY minder selectiedruk ondervonden dan SOX9 en zijn dan ook meer gedivergeerd en slechter geconserveerd.

## Expressie
DAX1 komt tot expressie in de hypothalamus, de hypofyse, de bijnierschors en de gonaden.
De expressie is er ook tijdens de vroege fase van de gonadale en adrenale differentiatie. Bij de testisvorming is er sprake van down-regulatie, terwijl de expressie bij eierstokvorming juist in stand blijft.
Ook bij mannen speelt het gen later echter nog een rol en komen tot expressie in de sertolicellen en leydigcelen in de testis, waar ze een rol spelen bij de spermatogenese.
DAX1 speelt ook een rol bij de steroïdegenesis doordat het eiwit een bindingsplaats heeft op het steroïdogene acute regulatoreiwit (StAR). Het kan dan ook als een sterke repressor optreden, wat tot een drastische vermindering van de steroïdeproductie leidt.
DAX1 werkt als antagonist van WT1 bij de transactivatie door steroïdogene factor 1 (SF1) bij de testisvorming.

## Aandoeningen
Puntmutaties van het gen kunnen leiden tot aandoeningen als congenitale bijnierhypoplasie (adrenal hypoplasia congenita, AHC) en hypogonadotroop hypogonadisme (HHG).
Het kan ook leiden tot geslachtsomkering bij XY-mannen. Aanvankelijk leek genduplicatie hier de oorzaak. Bij duplicatie en hoge genexpressie leek DAX1 echter de testisvorming wel te onderdrukken, maar trad vrijwel geen geslachtsomkering op. Dat is wel het geval bij zwakke allelen van SRY. DAX1 is daarmee een doseringsgevoelige antagonist van SRY. Volgens later onderzoek is DAX1 echter geen anti-testis-factor, maar nodig voor de differentiatie tot testis.